# 双扶泡
双扶泡是一个位于中国吉林省洮南县的湖泊，面积约为2平方千米，平均水深约为2米。